# Пальмский собор
Кафедральный собор Санта-Мария, также Ла Сеу (исп. Catedral de Santa María de Palma de Mallorca) — готический кафедральный собор епархии Мальорки, расположенный в городе Пальма-де-Мальорка, административном центре Балеарских островов (Испания). В обычной речи называется La Seu, или Sa Seu, — «Епископство».
Строительство собора Ла Сеу началось вскоре после освобождения Мальорки от мавров, в 1230 году по указанию короля Арагона Хайме I, на развалинах находившейся здесь ранее мечети. Продолжено оно было при его сыне, короле Мальорки Хайме II, и в 1302 году было заложено основное здание собора. Оно должно было служить также как усыпальница мальорканских королей — в соборе покоятся останки Хайме II и Хайме III. Строительство было в основном завершено к 1587 году, в 1601 году был окончен главный портал Ла Сеу. В 1882 году были начаты работы на главном фасаде собора, оконченные уже в начале XX столетия. Большой орган был создан мальоркцем Габриэлем Томасом в конце XVIII века (реставрирован в 1993 году).
Кафедральный собор Ла Сеу расположен в южной части Пальма-де-Мальорка, недалеко от морского побережья. Он имеет длину в 109,5 метров и ширину в 33 метра, его главный придел — длину в 75,5 метра и ширину в 19,5 метра. В нём 14 колонн высотой в 30 метров каждая. Хоры («Королевская капелла») имеют размеры 34мх16 метров. Здание является одним из крупнейших памятников готической архитектуры Южной Европы. Площадь окна-«розетки», выполненной в форме 6-конечной звезды, составляет 97,5 м², что делает его одной из крупнейших готических розеток в мире. Само окно было выполнено в 1320 году и застеклено в 1599. Построенное в целом в готическом (каталонском и южнофранцузском) и позднеготическом («Портал подаяний») стилях здание несёт на себе также следы более поздних архитектурных влияний — Ренессанса, маньеризма и барокко (последний — капелла «Тела Христова», «св. Себастьяна», «св. Бенедикта» и «св. Мартина» и др.)
По приглашению епископа Мальорки Кампинса в 1904—1914 годах реставрационные и декоративные работы в соборе производил известный каталонский архитектор эпохи модерна Антонио Гауди. В XXI веке в соборе выполнял дизайнерские работы современный мальорканский художник Мигель Барсело (панно в капелле «Всех Святых» и др.).
На первом этаже собора, в помещениях двух капелл и колокольни, размещается соборный музей (с 1932 года).
Дважды в год - 2 февраля и 11 ноября, что совпадает с фестивалями Канделария и Сан-Мартин, соответственно - внутри собора можно увидеть следующее световое явление: солнечный свет проходит через большую розетку, и его отражение проецируется на переднюю стенку, образуя двойную розетку. 

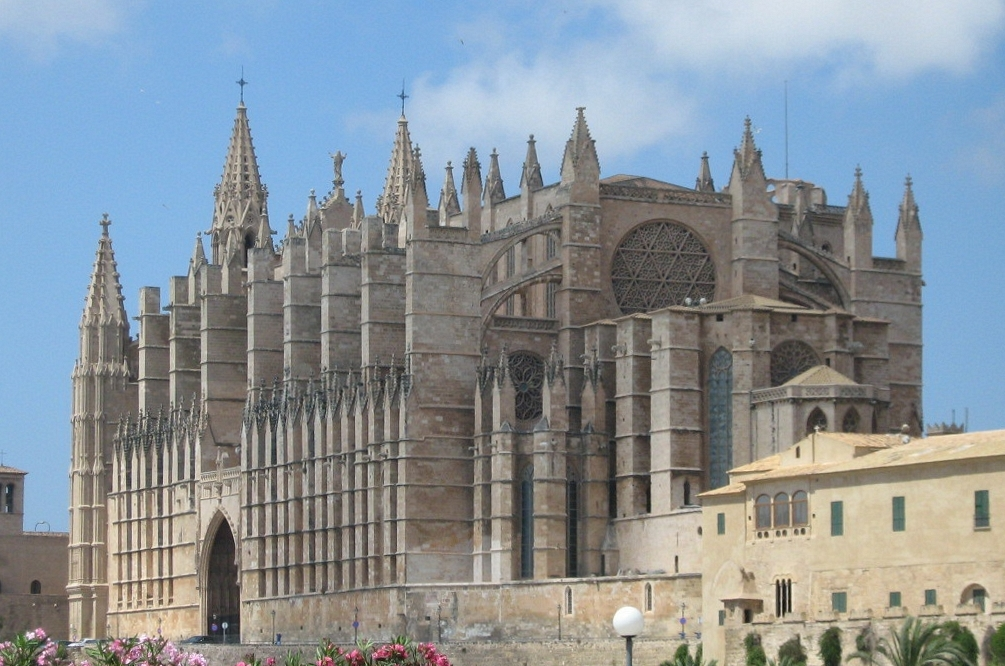
Вид с юго-востока
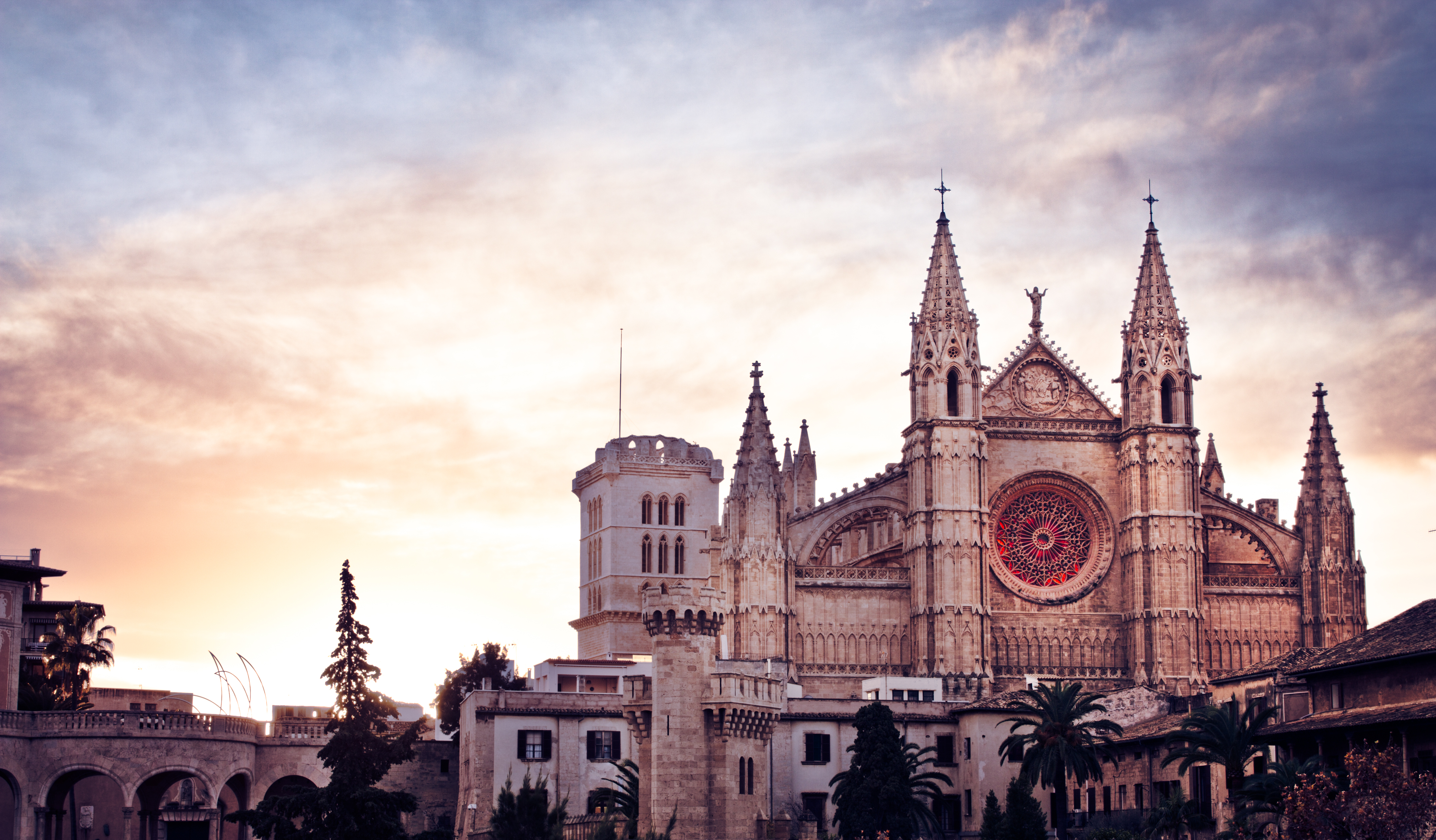
Фасад
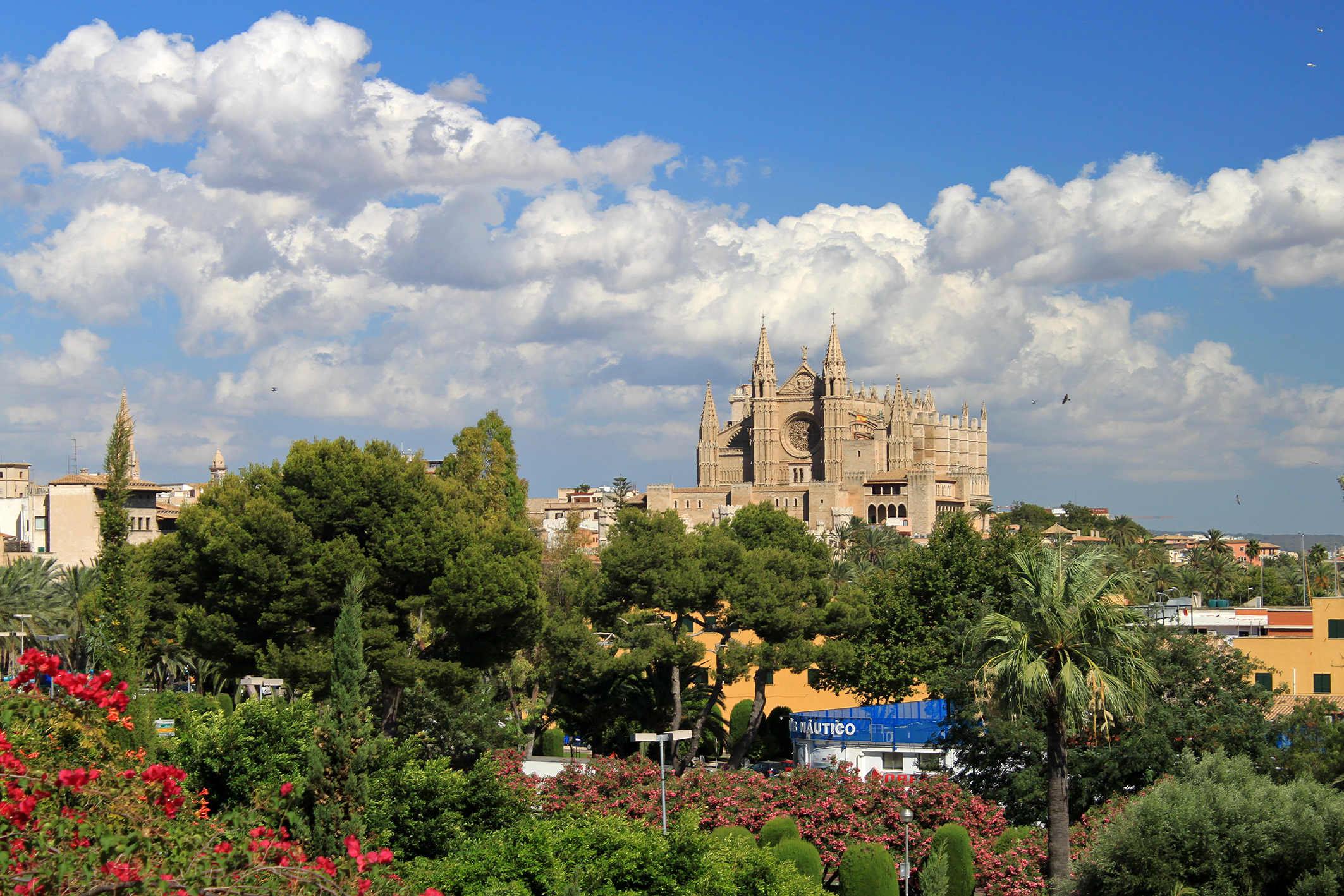
Вид на собор из парка «Сады Куарантена»
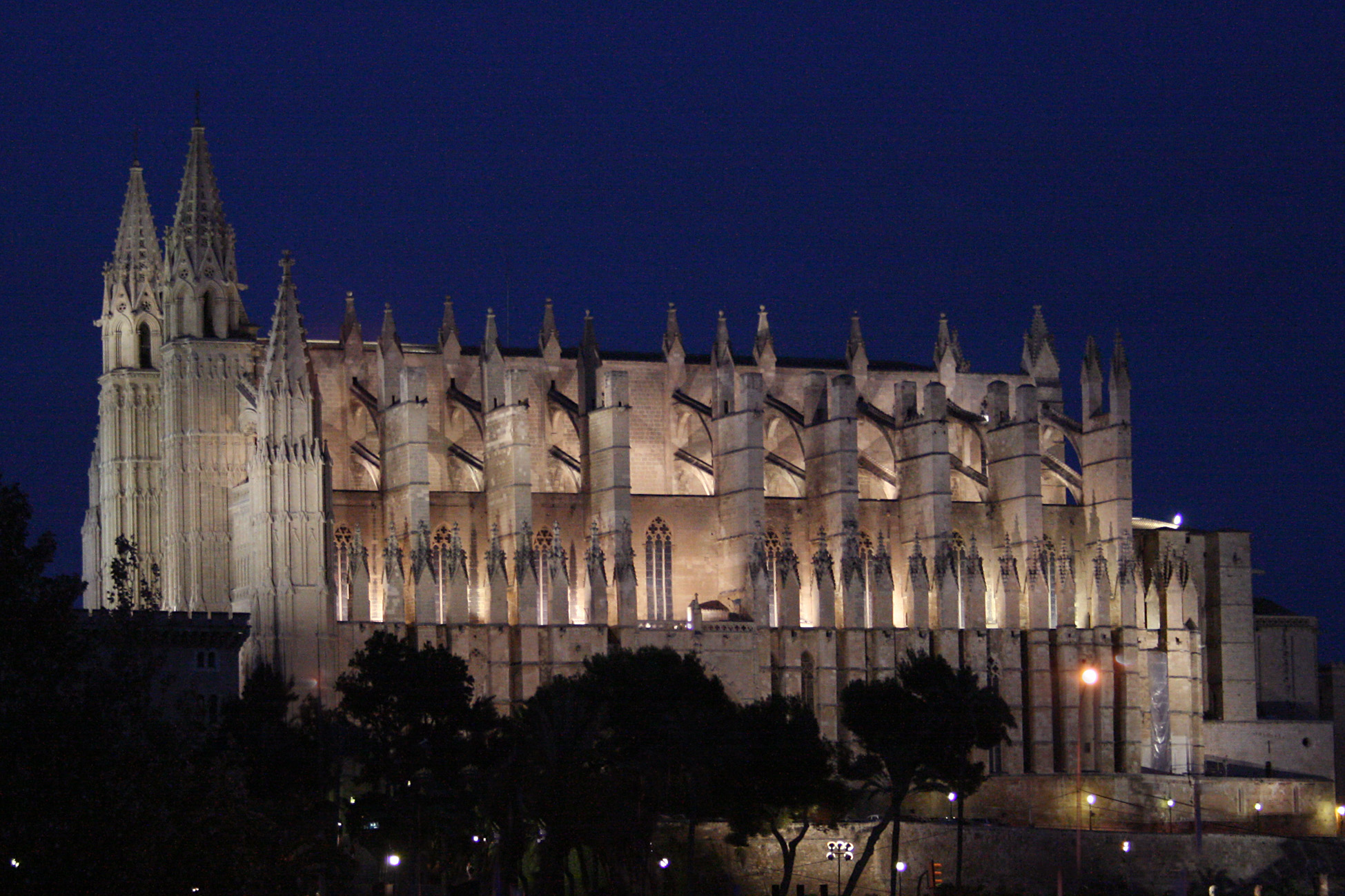
Собор ночью
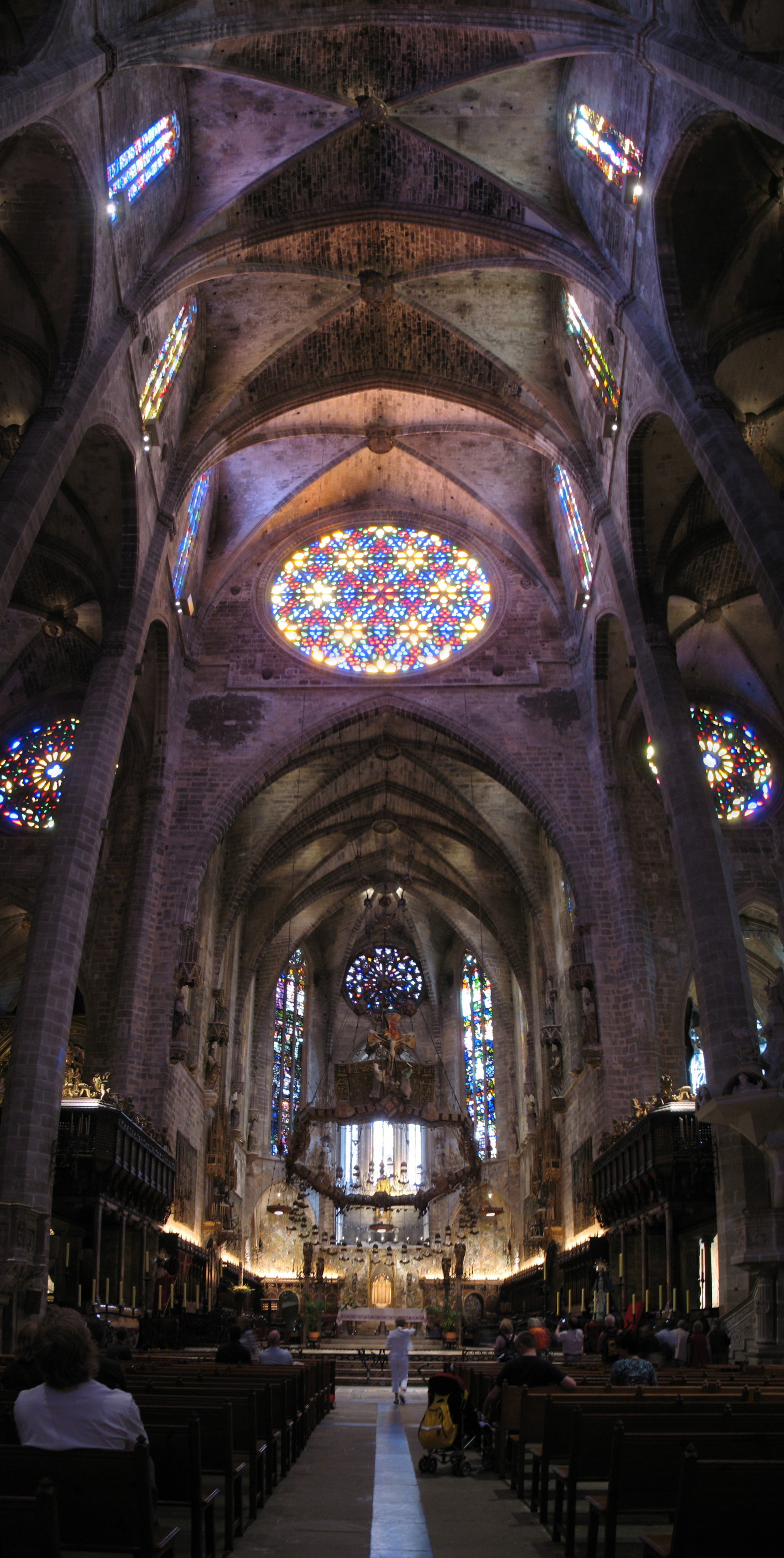
Неф
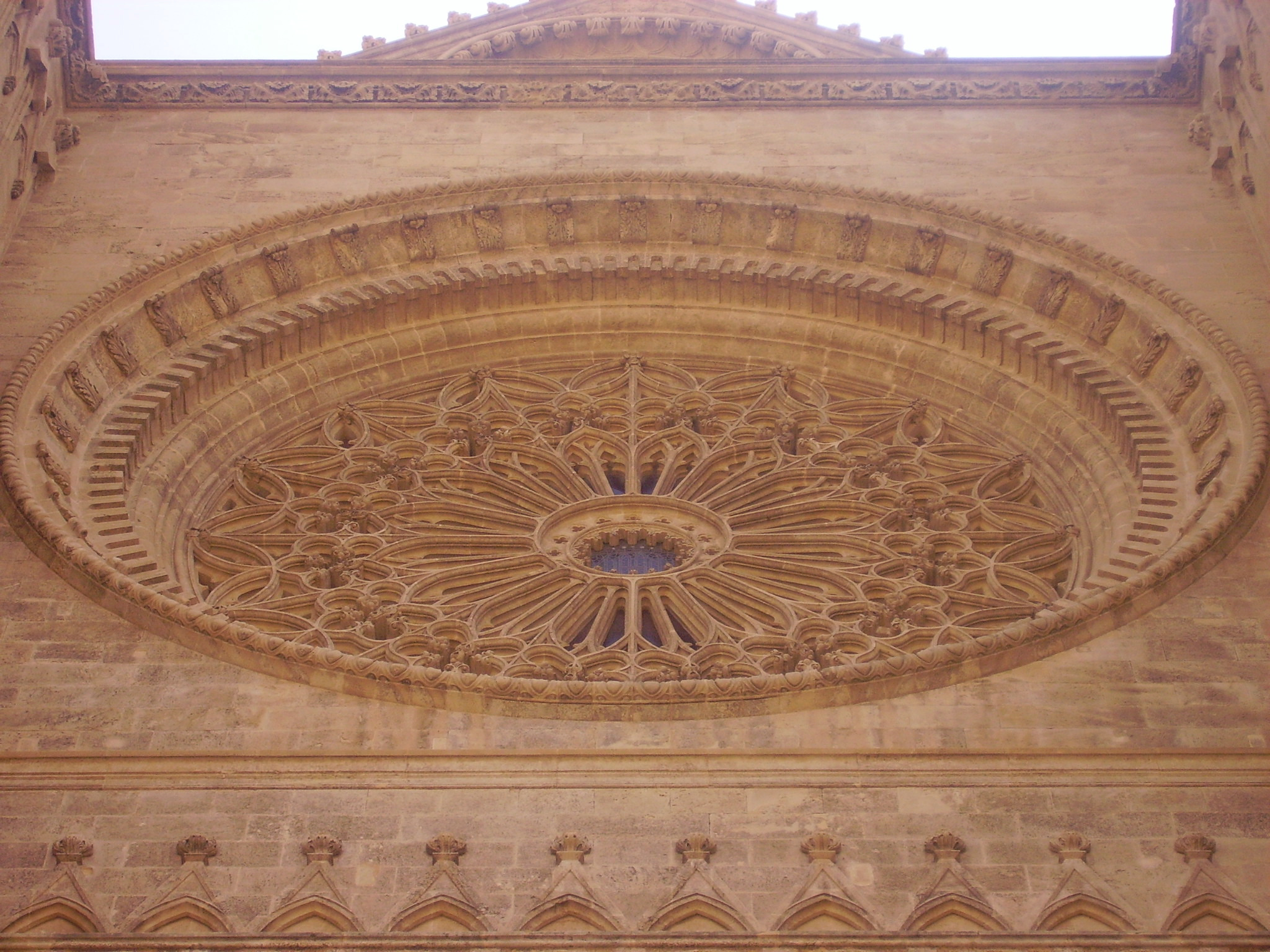
Роза
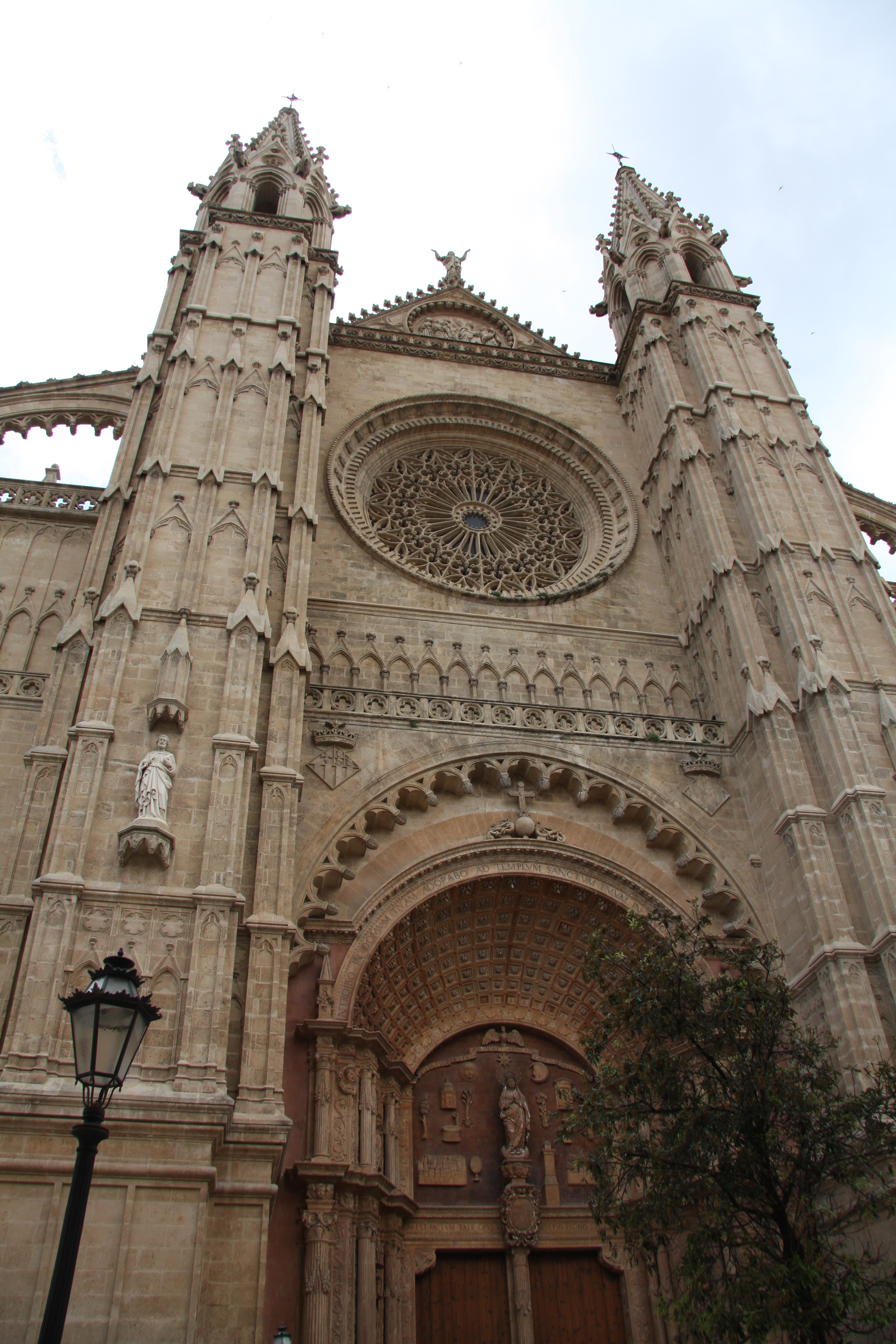
Деталь главного портала
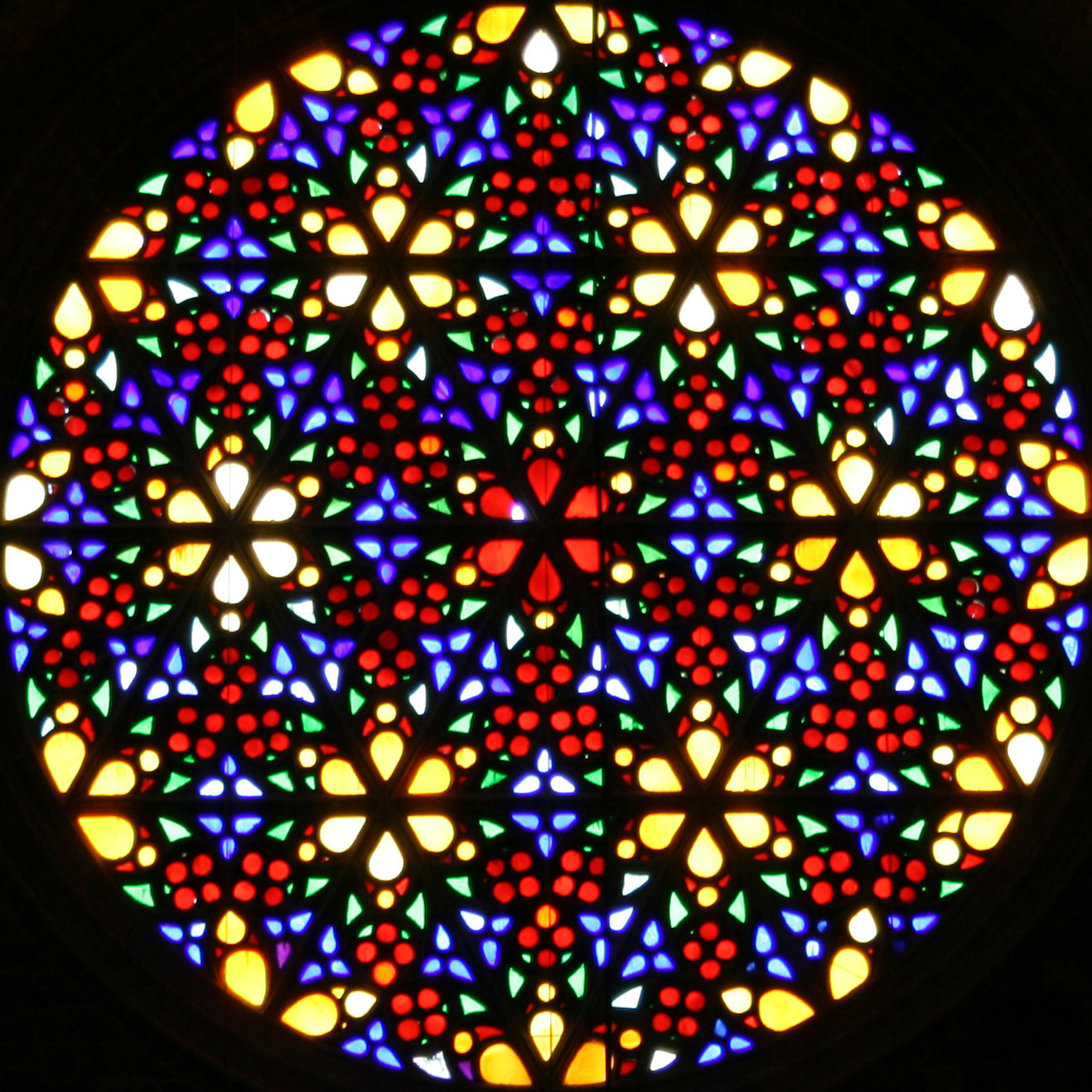
Окно-розетка изнутри